# ペイネ美術館

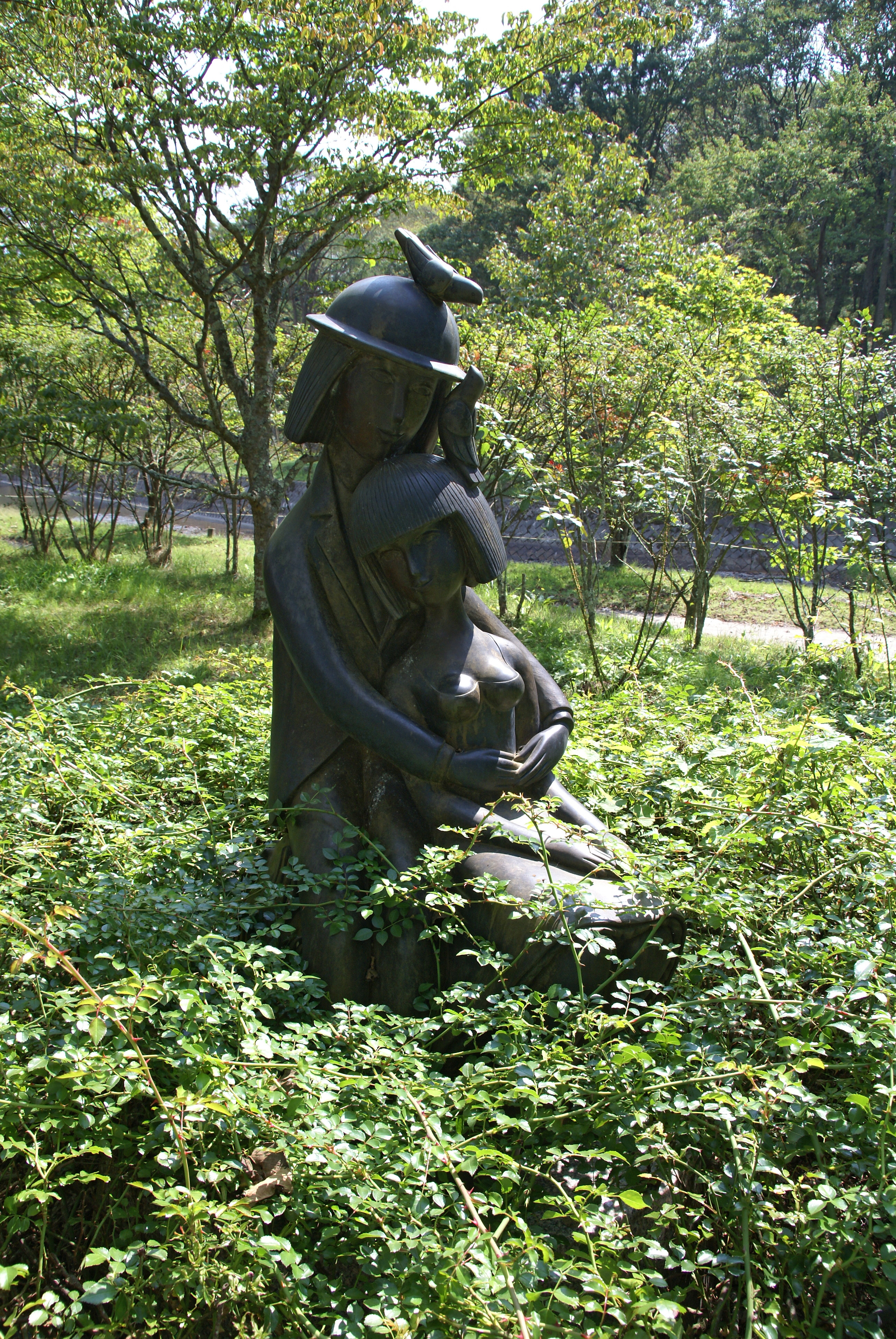
ペイネの像

ペイネ美術館（ペイネびじゅつかん）は長野県北佐久郡軽井沢町の軽井沢タリアセン園内にある美術館。

## 概要
1986年7月26日、軽井沢町・塩沢湖の湖畔に開館したフランス人男性画家レイモン・ペイネ（Raymond Jean PEYNET1908年 - 1999年）の世界初・日本で唯一の個人美術館で、塩沢湖を中心としたレジャー施設軽井沢タリアセン園内に位置している。
ペイネの原画やリトグラフ、ポスター作品や、ペイネの絵をあしらった陶磁器、「恋人たち」を模した人形のほか、写真や愛用品などを展示している。年に約3回の展示替を行い、ペイネの描く「恋人たち」の世界を観覧できる。ここでのみ購入出来るペイネグッズも多数存在する。
建物はアントニン・レーモンドの設計で、1933年（昭和8年）に建設された設計者自身のアトリエ「軽井沢・夏の家」を軽井沢町内の南ケ丘から移築し使用している。なお、アントニン・レーモンドとレイモン・ペイネとは別人であり両者に関係は無い。
開館初日には、レイモン・ペイネ本人と、妻であるドゥニーズ・ダムール夫人も開館式典に参加した。2011年には開館25周年を記念し、レイモン・ペイネの一人娘である、アニー・ペイネ氏を名誉館長として迎えている。
1988年にはペイネが晩年を過ごした南仏のアンティーブ市に、また1998年にはペイネの母親の出身地であるブラサック・レ・ミンヌ市に、それぞれペイネ美術館が開館している。

## 利用情報
- 開館時間 - 午前9時から午後5時(冬季変更あり)
- 所在地 - 〒389-0111 長野県北佐久郡軽井沢町長倉217
- 休館日 - なし（ただし展示替休館あり。冬期休館日あり。2月中休館）

## 交通アクセス
- JR軽井沢駅からバス「塩沢湖」下車　すぐ
- しなの鉄道 中軽井沢駅からバスで約15分、「風越公園」下車、徒歩約10分
- 上信越自動車道「碓氷軽井沢IC」から約20分

## 周辺情報
- 軽井沢タリアセン - 軽井沢高原文庫、深沢紅子野の花美術館
- ムーゼの森 - 軽井沢絵本の森美術館、エルツおもちゃ博物館
- 風越公園 - 風越アリーナ、スカップ軽井沢